# Manhunt
Manhunt és un joc furtiu de 2003 desenvolupat per Rockstar North i publicat per Rockstar Games. La primera entrada de la sèrie Manhunt, va ser llançada per a PlayStation 2 el novembre de 2003, seguida dellançaments de Microsoft Windows i Xbox l'abril de 2004. Ambientada dins de la fictícia Carcer City, la història segueix a James Earl Cash, un presoner condemnat a mort que es veu obligat a participar en una sèrie de pel·lícules snuff, guanyant-se la llibertat assassinant membres d'una banda criminal enviats a caçar-lo davant la càmera.
El joc va rebre crítiques positives per part de la crítica i va guanyar diversos elogis, amb elogis particulars dirigits al seu to fosc i arenós i la seva jugabilitat violenta, tot i que el combat i el disseny de nivells van ser criticats. Manhunt va ser objecte d'una important controvèrsia de videojocs a causa del nivell de violència gràfica representada, prohibida a diversos països i implicada en un assassinat per part dels mitjans del Regne Unit, encara que aquesta acusació va ser rebutjada posteriorment per la policia i els tribunals.

## Història
Situat a Carcer City (ciutat basada en diferents àrees del cinturó d'òxid americà, principalment Detroit), la història comença amb una periodista que informa sobre el convicte James Earl Cash, un criminal condemnat a mort que suposadament ha estat executat per injecció letal. A l'escena subsegüent, Cash desperta la veu d'una persona procedent d'un auricular, que revela que només ha estat sedat; Després de col·locar-se l'auricular, la persona, que es refereix a si mateix com a "El Director", li promet la seva llibertat abans que acabi la nit, però només si segueix les seves instruccions.
Al districte de Carcer Mark, Cash es dedica al seu massacre pels carrers, poblats per una colla que s'autoanomena "The Hoods", mentre que El Director, mirant a través de càmeres de seguretat disperses per tota la ciutat, esmenta en diverses ocasions la necessitat d'agradar al públic, revelant la seva professió com a director de pel·lícules snuff. Tot i això, malgrat la promesa del Director de deixar-lo lliure, Cash és noquejat i llançat a la part posterior d'una camioneta per un grup de mercenaris coneguts com Cerberus.

## Personatges
- James Earl Cash: Protagonista del joc, aquest és un reu que havia passat tres anys al pavelló de la mort d'una presó local i havia estat sentenciat a la pena de mort per injecció letal. Però El Director suborna els funcionaris carcellers i els policies perquè només li apliquin un sedant. Quan Cash desperta es troba en un estat de xoc i El Director li diu que serà el protagonista de la seva pel·lícula snuff, de manera que ha de sobreviure a la pel·lícula i arribar fins a Starkweather. És un personatge silenciós, ja que parla molt poques vegades. Està inspirat en James Earl Ray, assassí de Martin Luther King, no només pel seu nom, sinó també per la seva semblança física.

- Lionel Starkweather (El Director): És l'antagonista de la història, abans que Cash sigui executat, ho segresta per fer-ho el protagonista de la seva pel·lícula snuff Manhunt, ell li promet la seva llibertat quan aquesta acabi però després de sobreviure el final de la pel·lícula aquest ordena als Cerberus que l'assassinin ja que la pel·lícula ha sortit de control i Cash ha escapat als carrers per matar-lo.

- Ramírez: És el líder dels Wardogs, l'encarregat de les colles que volen caçar Cash i la mà dreta de Starkweather. Ramírez és un home musculós, d'origen llatinoamericà i amb una personalitat totalment despietada. S'especialitza en tàctiques i estratègies militars. Està inspirat en l'assassí serial Richard Ramirez, a causa del seu nom i aparença.

- Robyn: És la periodista que realitza el reporti sobre la "mort" de Cash al principi del joc, posteriorment ho ajuda per exposar a Starkweather pel fet que ella vol aprovar una llei per censurar el gènere cinematogràfic snuff. És una dona agraciada de cabell fosc que aparenta tenir trenta anys o més; Vesteix d'abric vermell amb una faldilla negra i pot ser vista fent reportatges en diferents missions del joc amb un micròfon i davant d'una càmera. Condueix un Blista Compact (Vehicle que apareix a la majoria dels jocs de Rockstar) de color vermell. La periodista ha estat investigant les activitats de Starkweather durant algun temps, buscant evidència dels actes macabres que aquest fa.

- El Conill Blanc: És un home disfressat de conill, qui participa de la pel·lícula al costat de Cash. El Director li dona ordres d'assassinar-ho a la Penitenciaria Darkwoods, pretenent que aquest seria el final de la pel·lícula; Tot i això, Cash sobreviu a l'emboscada liderada pels Smileys i acaba assassinant el Conill, arruïnant així els plans del Director.

- Piggsy: És un psicòpata nu i totalment dement a tal nivell que creu ser un porc, per la qual cosa utilitza un cap de porc a manera de màscara. Al principi està encadenat al soterrani de Starkwheater, però se sap que quan el jugador està combatent amb els policies a l'estació de ferrocarrils, aconsegueix escapar armat amb una serra mecànica. És el penúltim cap del joc.

- Gary Schaffer: És un policia corrupte i cap del Departament de Policia de Carcer City. L'any 2001, a Liberty City, Schaffer va ser absolt pels tribunals per càrrecs de corrupció que tenien contra ell, en haver desaparegut misteriosament tots els testimonis. El 2003, és el cap del Departament de Policia de Carcer City, i està sent investigat novament per càrrecs de corrupció; està aliat amb Starkweather i aquest li ordena portar Cash viu.

- Líder Cerberus: És el cap dels Cerberus de Lionel Starkweather. El líder està acompanyat i protegit pels seus homes en tot moment. La seva arma d'elecció és el Rifle d'assalt. En algunes parts del joc se'l pot observar juntament amb el seu equip. Quan Cash ingressa a la mansió de Starkweather, se li ordena a ell i als seus homes assassinar-lo. Mai no se'n revela el nom.

- Vagabund (Kenneth Jesperson): És un participant de la pel·lícula, apareix només en l'escena Drunk Driving (de l'anglès: Conducció amb Alcohol), on Cash ha de portar-ho sa i estalvi fins a un cementiri, però en el camí es trobarà amb grans quantitats de Innocentz esperant-los llestos per a l'acció. Les portes que es troben al llarg de l'escena només s'obriran si Starkweather veu el rodamón per les càmeres, una vegada conclosa l'escena no se'n torna a saber res. En la versió beta del joc, ell seria un altre antagonista anomenat L'Espantaocells, l'anterior líder dels Smileys.

- Mr. Nasty: Mr. Nasty és un ésser proper a Lionel Starkweather encarregat de distribuir les seves pel·lícules. Ell es fa referència al manual d'instruccions pel nom de "Mr. Nasty", que podria ser el seu pseudònim per al comerç. També brinda suport financer a les pel·lícules snuff de Lionel gràcies a la seva empresa: Valiant Video Enterprises. Després d'això no se'n sap res més.

- La família Cash: Composta pel pare, mare, germana i germà de Cash. Segons Starkweather, ells estan en desunió amb el protagonista. Apareixen a l'escena Strapped for Cash (de l'anglès: Sense Cash / Sense un Dur) on estan lligats a diferents punts del zoològic. El jugador els ha de salvar sense ser detectat, ja que si els Wardogs ho veuen, correran cap a on és el més proper i l'ultimaran d'un tret al cap.